# Hydrogenolýza
Hydrogenolýzy jsou reakce, kdy se štěpí jednoduché vazby uhlík–uhlík nebo uhlík–heteroatom působením vodíku. Heteroatomem je nejčastěji kyslík, dusík, nebo síra.
Podobnou reakcí je hydrogenace, kdy se vodík navazuje na molekulu a nedochází ke štěpení vazeb.
Hydrogenolýzy se obvykle provádějí katalyticky pomocí plynného vodíku.

## Historie
Označení „hydrogenolýza“ zavedl Carleton Ellis pro štěpení vazeb uhlík–uhlík. Ještě dříve pozoroval Paul Sabatier hydrogenolýzu benzylalkoholu na toluen, a již v roce 1906 byla pozorována hydrogenolýza furfurylalkoholu na 2-methylfuran, který vytvořil 2-methyltetrahydrofuran. Další hydrogenolýza vedla k otevření kruhu za vzniku pentan-2-olu.  Prvními, kteří použili označení „hydrogenolýza“ pro štěpení vazeb uhlík-kyslík, byli Homer Burton Adkins a Ralph Connor.

## Využití v petrochemickém průmyslu
V ropných rafineriích se používají katalytické hydrogenolýzy k odstraňování sloučenin síry, přičemž vzniká sulfan (H2S), který reaguje s alkylaminy a nakonec se Clausovým procesem přemění na síru. Katalyzátory bývají založeny na sulfidu molybdeničitém a obsahují také malá množství kobaltu nebo niklu. Hydrogenolýza je zde propojená s hydrogenací.
Průmyslový význam mají také hydrogenolýzy esterů na alkoholy, katalyzované například oxidem měďnato-chromitým.
Hydrodeoxygenace má využití při zpracování rostlinných olejů, kde hydrogenolýza slouží k přeměně triacylglycerolů na alkany.

## V laboratořích
Hydrogenolýzy mají využití v organické syntéze; nejběžnější příklad představují debenzylace, kdy se štěpí benzylethery.; používá se také rozklad vazeb C-N.
ROCH2C6H5 + H2 → ROH + CH3C6H5
Thioketaly se hydrogenolyzují za přítomnosti Raneyova niklu; tento postup se nazývá Mozingova redukce.
Laboratorní hydrogenolýzy se provádějí podobně jako hydrogenace, lze je uskutečnit za atmosférického tlaku mícháním reakční směsi za mírného přetlaku vodíku. Při vysokých tlacích je potřeba hydrogenační autokláv.